# Jiří Crha (lední hokejista)
Jiří Crha (* 13. dubna 1950, Pardubice, Československo) je bývalý československý hokejový brankář.

## Hráčská kariéra
V nejvyšší československé soutěži hrál za Duklu Jihlava a Pardubice.
Od počátku 70. let působil také v reprezentaci, kde byl dvojkou za Jiřím Holečkem. Kvůli zranění nemohl chytat v roce 1976 na Mistrovství světa a na Kanadském poháru, na MS 1977 dostal přednost Vlado Dzurilla.
Zúčastnil se mistrovství světa v letech 1973, 1974, 1975 a 1978, kde získal celkem tři stříbrné a jednu bronzovou medaili. Startoval také na Zimních olympijských hrách 1976, kde pomohl vybojovat stříbrnou medaili. Později se rozhodl emigrovat do Spojených států, kde měl možnost nastoupit v zámořské NHL, čímž se stal prvním československým gólmanem, který nastoupil v této lize. Toronto Maple Leafs, které o něj projevilo zájem, s ním sepsalo 4. února 1980 smlouvu a poté jej nasadilo jako svou brankářskou jedničku. Tento čin se stal také velkým mezníkem v dějinách ledního hokeje, jelikož se jednalo o prvního evropského brankáře, který se stal jedničkou v zámořském klubu.
V zámoří odehrál v první sezóně 15 a ve druhé 54 zápasů. Navzdory jeho úspěchům v týmu v roce 1983 zamířil do německé ligy. V roce 1991 se rozhodl skončit s hraním a odešel do důchodu.
Traduje se, že na předloktí odmítal nosit obvyklé chrániče, protože by se tím snižovala pohyblivost paží. Proslul také novátorskými pokusy v nošení brankářských masek, hlavně v jejich barevném provedení. Nyní působí jako hokejový agent.

## Ocenění a úspěchy
- 1968 MEJ – Nejlepší brankář
- 1969 MEJ – Nejlepší brankář

## Prvenství
- Debut v NHL - 16. února 1980 (Toronto Maple Leafs proti Hartford Whalers)
- První inkasovaný gól v NHL - 16. února 1980 (Toronto Maple Leafs proti Hartford Whalers, kanadským útočníkem Jordy Douglas)

## Statistiky

### Základní části
| Sezona       | Tým                   | Liga         | Z  | V  | P  | Pvp | MIN  | OG  | ČK | POG  | %ChS |
| ------------ | --------------------- | ------------ | -- | -- | -- | --- | ---- | --- | -- | ---- | ---- |
| 1969–70      | ASD Dukla Jihlava     | ČSHL         | 19 | —  | —  | —   | 1140 | 45  | 1  | 2.37 | —    |
| 1970–71      | ASD Dukla Jihlava     | ČSHL         | 32 | —  | —  | —   | 1825 | 75  | 2  | 2.46 | —    |
| 1971–72      | TJ Tesla Pardubice    | ČSHL         | 33 | —  | —  | —   | —    | —   | —  | 3.06 | —    |
| 1972–73      | TJ Tesla Pardubice    | ČSHL         | —  | —  | —  | —   | —    | —   | —  | —    | —    |
| 1973–74      | TJ Tesla Pardubice    | ČSHL         | —  | —  | —  | —   | —    | —   | —  | —    | —    |
| 1974–75      | TJ Tesla Pardubice    | ČSHL         | —  | —  | —  | —   | —    | —   | —  | —    | —    |
| 1975–76      | TJ Tesla Pardubice    | ČSHL         | —  | —  | —  | —   | —    | —   | —  | —    | —    |
| 1976–77      | TJ Tesla Pardubice    | ČSHL         | 44 | —  | —  | —   | 2640 | 145 | —  | 3.30 | —    |
| 1977–78      | TJ Tesla Pardubice    | ČSHL         | 44 | —  | —  | —   | 2595 | 128 | —  | 2.96 | —    |
| 1978–79      | TJ Tesla Pardubice    | ČSHL         | 37 | —  | —  | —   | 2220 | 117 | —  | 3.16 | —    |
| 1979–80      | Toronto Maple Leafs   | NHL          | 15 | 8  | 7  | 0   | 830  | 50  | 0  | 3.62 | .908 |
| 1979–80      | New Brunswick Hawks   | AHL          | 7  | 4  | 1  | 2   | 404  | 15  | 1  | 2.23 | .922 |
| 1980–81      | Toronto Maple Leafs   | NHL          | 54 | 20 | 20 | 11  | 3105 | 211 | 0  | 4.08 | .875 |
| 1981–82      | Cincinnati Tigers     | CHL          | 2  | 1  | 0  | 0   | 81   | 11  | 0  | 8.15 | .774 |
| 1982–83      | St. Catharines Saints | AHL          | 1  | —  | —  | —   | 60   | 6   | 0  | 6.00 | .838 |
| 1983–84      | SV Bayreuth           | 2.Bun        | —  | —  | —  | —   | —    | —   | —  | —    | —    |
| 1985–86      | EHC Freiburg          | 2.Bun        | —  | —  | —  | —   | —    | —   | —  | —    | —    |
| 1986–87      | EHC Freiburg          | 2.Bun        | —  | —  | —  | —   | —    | —   | —  | —    | —    |
| 1987–88      | EHC Freiburg          | 2.Bun        | —  | —  | —  | —   | —    | —   | —  | —    | —    |
| 1988–89      | EHC Freiburg          | E-Bun        | —  | —  | —  | —   | —    | —   | —  | —    | —    |
| 1989–90      | EHC Freiburg          | E-Bun        | —  | —  | —  | —   | —    | —   | —  | —    | —    |
| 1990–91      | EHC Freiburg          | E-Bun        | —  | —  | —  | —   | —    | —   | —  | —    | —    |
| 1991–92      | EHC Freiburg          | E-Bun        | 40 | —  | —  | —   | 2376 | 161 | 0  | 4.07 | —    |
| 1992–93      | EHC Freiburg          | E-Bun        | 41 | 12 | 23 | 2   | 2427 | 149 | 0  | 3.68 | —    |
| Celkem v NHL | Celkem v NHL          | Celkem v NHL | 69 | 28 | 27 | 11  | 3935 | 261 | 0  | 3.98 | .883 |

### Play-off
| Sezona       | Tým                 | Liga         | Z | V | P | MIN | OG | ČK | POG   | %ChS |
| ------------ | ------------------- | ------------ | - | - | - | --- | -- | -- | ----- | ---- |
| 1979–80      | Toronto Maple Leafs | NHL          | 2 | 0 | 2 | 121 | 10 | 0  | 4.98  | .891 |
| 1980–81      | Toronto Maple Leafs | NHL          | 3 | 0 | 2 | 65  | 11 | 0  | 10.23 | .750 |
| Celkem v NHL | Celkem v NHL        | Celkem v NHL | 5 | 0 | 4 | 186 | 21 | 0  | 6.81  | .846 |

### Reprezentace
| Rok                       | Tým                       | Soutěž                    | Z  | V | R | P | MIN | OG | ČK | POG  | %ChS |
| ------------------------- | ------------------------- | ------------------------- | -- | - | - | - | --- | -- | -- | ---- | ---- |
| 1968                      | Československo 18         | MEJ                       | 5  | — | — | — | —   | —  | —  | —    | .915 |
| 1969                      | Československo 18         | MEJ                       | —  | — | — | — | —   | —  | —  | —    | —    |
| 1973                      | Československo            | MS                        | 2  | 2 | 0 | 0 | 120 | 3  | 0  | 1.50 | .943 |
| 1974                      | Československo            | MS                        | 5  | 3 | 1 | 0 | 260 | 10 | 1  | 2.31 | .894 |
| 1975                      | Československo            | MS                        | 2  | 0 | 1 | 0 | 75  | 5  | 0  | 4.00 | .800 |
| 1976                      | Československo            | OH                        | 2  | — | — | — | 37  | 1  | 0  | 1.62 | .875 |
| 1978                      | Československo            | MS                        | 1  | 1 | 0 | 0 | 60  | 2  | 0  | 2.00 | .917 |
| Seniorská kariéra celkově | Seniorská kariéra celkově | Seniorská kariéra celkově | 12 | — | — | — | 552 | 21 | 1  | 2.28 | —    |